# Marc Wright
Marcus Snowell Wright (Chicago, Illinois, 1890. április 21. – Reading, Massachusetts, 1975. augusztus 5.) olimpiai ezüstérmes amerikai atléta, rúdugró.

## Pályafutása
1912. június 8-án, 4,02 méterrel a rúdugrás első világcsúcstartója lett. Egy hónappal később szerepelt a stockholmi olimpiai játékokon. Wright sikerrel teljesítette a 3,85-ös magasságot, amellyel holtversenyben honfitársával, Frank Nelsonal együtt második, ezüstérmes helyen zárt.
Világrekordja 1920. augusztus 20-ig volt életben, akkor a szintén amerikai Frank Foss 4,09-ot ugrott.

## Egyéni legjobbjai
- Rúdugrás - 4,015 m (1912)